# Eksjö
Eksjö er hovedby i Eksjö kommune i Jönköpings län, og ligger i Småland, Sverige.
Gennem byen løber riksväg 33 (Jönköping til Västervik) og jernbanen Nässjö-Oskarshamn (togene kører dog i dag til Berga og ikke helt til Oskarshamn). Lige uden for byen løber riksväg 32 (Motala til Vetlanda).

## Historie
Eksjö nævnes som tingsted i 1300-tallet og blev da kaldt Ekesiö. I Eksjö løb vejen mellem biskopsæderne Linköping i nord samt Växjö og Kalmar i syd sammen med vejen fra Västergötland mod østersøkysten. Stedet blev et naturligt samlingssted for handel og ting.
Byen fik sine stadsrettigheder i 1403 af Erik af Pommern. Det middelalderlige Eksjö lå omtrent 500 meter sydvest for den nuværende bymidte, mellem Breviksvägen og Bykvarn. Som by var den formentlig af en uanselig størrelse, nærmest en lille landsby. På det tidspunkt var der seks købstæder i Småland: Jönköping, Kalmar, Vimmerby, Västervik, Växjö og Eksjö.
Den nordiske syvårskrig (1563-1570) indebar den første katastrofe for byen. I forbindelse med den danske feltherre Daniel Rantzaus felttog blev byen nedbrændt af indbyggerne i 1568. Samme år sendte Erik XIV et brev til sin slotsbygger i Vadstena, flamlænderen Arendt de Roy, som han befalede at skynde sig til Eksjö. Der udstak han, hvordan den nye by skulle bygges, og på Erik XIV's befaling blev byen flyttet til den ås, hvor by- og sognekirken havde ligget siden middelalderen. I 1602 fik Eksjö sin første skole.
Gennem årene har Eksjö haft mange borgmestre, og en af de mere kendte er Johan Lorentz Munthe, der var borgmester i byen 1756-1785. Komponisten Alice Tegnérs børnevise "Borgmästar Munthe" handler om ham.
I 1856 indtraf en ny katastrofe i byen. Bydelen syd for kirken brændte næsten helt ned, fordi en uforsigtig håndværkersvend havde tørret sit tøj ved åben ild. Den nordlige bydel blev reddet, efter indbyggerne havde lavet en brandgade ved at rive halvdelen af et hus ned. Bygningen blev derefter kaldt Halvan. I 1857 blev der lavet en ny byplan for den brændte bydel. Byplanen fulgte datidens tanker om byplanlægning; lys og luft samt hensyn til brandsikkerhed og hygiejne. De forskellige byplaner har gjort, at der er tydelig forskel på de forskellige tidsepoker i bybilledet.
Eksjö fejrede sit 600-årsjubilæum i 2003 med en række begivenheder, blandt andre med besøg af kongeparret den 16. maj.

## Gamla stan
Bydelen nord for kirken ved Stora torget har siden sin opførelse levet sit eget liv uden alvorlige brande eller andre katastrofer. Det uregelmæssige vejnet, der i dag kendetegner Gamla stan, er for størstedelens vedkommende det samme, som Arendt de Roy havde i sin byplan. Endnu en bydel kom til i løbet af 1600-tallet. Eksjö forblev hovedsageligt uændret frem til slutningen af 1800-tallet. De gamle træhuse, man i dag kan se i byen, er primært fra 1600- og 1700-tallet. I Gamla stan er der tres bevaringsværdige bygninger. Store dele af bydelen er markeret som "Kulturhistoriske mindesmærker". Byen markedsfører sig ofte som den "unikke træby" og man samarbejder med Hjo og Nora i projektet "Tre Trästäder".
En besøgende i Eksjö i 1870'erne anpriste den sydlige bydel med dens brede fortove, mens den nordlige bydel blev beskrevet mere negativt med krogede smalle gader og mørke stræder. Bystyret delte denne opfattelse, hvilket kom til udtryk i en byplan fra 1877. Planen foreskrev, uden hensyntagen til eksisterende bebyggelse, en fortsættelse af den sydlige bydels retvinklede vejnet over i den nordlige bydel. Planen fik dog en sådan udformning, at den i stedet for at skulle skabe forudsætninger for forandringer endte med at bevare den nordlige bydel. En anden vigtig faktor i Eksjös bevarelse var, at genopbygningen af den sydlige bydel lagde beslag på alle de økonomiske ressourcer frem til 1890.
I 1887 blev sognets mørke bykirke fra middelalderen revet ned. En lys og luftig kirke blev bygget på samme sted. Borgerne kom til at savne den gamle kirkes barokindretning, og løbende begyndte man at overføre indretningsdetaljer fra den gamle til den nye kirke. Nedrivningen medførte en begyndende interesse hos byens mere indflydelsesrige borgere for beskyttelse af Eksjös traditioner og bygninger. I 1896 begyndte man arbejdet på en ny byplan, som først i 1924 lå færdig. Ved den omfattende planlagte udvidelse af byområdet undgik man at berøre den nordlige bydel.
Der var i 1945 vidtgående planer om at rive købmandsgården, Krusagården fra 1600-tallet, ned for et opføre et moderne butiksbyggeri. Planerne fandt kraftig modstand, og en af byens bygmestre greb ind og renoverede i stedet bygningen. I 1963 forhindrede den daværende stadsarkitekt nedrivningen af et helt kvarter, som skulle have givet plads til et nyt varehus. Gamla stan i Eksjö blev i 1997 tildelt Europa Nostras diplom "for enestående renovering af denne betydningsfulde samling af ældre træhusbebyggelse, som har givet nyt liv til den gamle bymidte."
Stora torget forener i dag to tidsepoker, den senmiddelalderlige mod nord og den nyklassicistiske mod syd.
65 procent af bygningerne i byens centrale dele er fra tiden før 1900, det tilsvarende tal for Sverige er 6 procent.

## Militærbyen
Eksjö blev tidligt en militær- og embedsmandsby. De militære traditioner går tilbage til slutningen af 1400-tallet, hvor Ränneslätt blev taget i brug som militært møde- og øvelsessted. Siden slutningen af 1600-tallet øvede militæret sig uden for byen. I 1686 blev det Kungliga Smålands kavaleriregiment mere fast knyttet til Eksjö. Flere regimenter har derefter været forlagt til Eksjö.
Da Husarregimentet og senere Kalmar regimente blev forlagt til kasernen inde i Eksjö, begyndte byen at vokse kraftigt. På den tid var den nordlige bydel meget tætbefolket og blev betegnet som slum. Da der blev indlagt vand og afløb samt elektricitet samtidig med økonomisk opsving, stoppede forslumningen.
I dag består Eksjö garnison af Göta ingenjörregemente (Ing 2), Totalförsvarets ammunitions- och minröjningscentrum (SWEDEC), dele af Försvarsmaktens logistik (FMLOG) samt Norra Smålandsgruppen fra Södra militärdistriktet. Garnisonen er Eksjös tredjestørste arbejdsgiver med cirka 500 ansatte.